# Będargowo (przystanek kolejowy)
Będargowo – zlikwidowana stacja kolejowa w Będargowie na linii kolejowej Strzelce Krajeńskie – Lubiana, w województwie zachodniopomorskim.